# Erberich (Odenthal)
Erberich ist ein Ortsteil in Unterodenthal in der Gemeinde Odenthal im Rheinisch-Bergischen Kreis. Er liegt auf der Höhe an der Bergstraße, die von Odenthal nach Burscheid führt.

## Geschichte
Papst Hadrian IV. bescheinigte am 11. November 1157 der Stiftung des Frauenklosters Füssenich die Existenz und zählte dabei alle Güter des Klosters auf. Darunter befand sich auch ein Hof in „Erteburche“; aus diesem Namen hat sich zuerst „Erburch“ und später „Erberich“ entwickelt. In einer Urkunde vom 9. Februar 1373  wurde Erberich als Dorf bezeichnet. Das bedeutet, dass hier zu jener Zeit bereits mehr als nur ein Einzelhof gestanden hat.
Aus einer erhaltenen Steuerliste von 1586 geht hervor, dass die Ortschaft Teil der Honschaft Blecher im Kirchspiel Odenthal war.
Die Topographia Ducatus Montani des Erich Philipp Ploennies, Blatt Amt Miselohe, belegt, dass der Wohnplatz 1715 als Dorf ohne Kirche kategorisiert wurde und mit Erpach bezeichnet wurde. Carl Friedrich von Wiebeking benennt die Hofschaft auf seiner Charte des Herzogthums Berg 1789 als Erberich. Aus ihr geht hervor, dass Erberich zu dieser Zeit Teil von Unterodenthal in der Herrschaft Odenthal war.
Unter der französischen Verwaltung zwischen 1806 und 1813 wurde die Herrschaft aufgelöst und Erberich wurde politisch der Mairie Odenthal im Kanton Bensberg zugeordnet. 1816 wandelten die Preußen die Mairie zur Bürgermeisterei Odenthal im Kreis Mülheim am Rhein.
Der Ort ist auf der Topographischen Aufnahme der Rheinlande von 1824, auf der Preußischen Uraufnahme von 1840 als Erberich verzeichnet. Ab der Preußischen Neuaufnahme von 1892 ist er auf Messtischblättern regelmäßig als Erberich verzeichnet.
| Jahr | Einwohner | Wohngebäude | Kategorie  |
| ---- | --------- | ----------- | ---------- |
| 1822 | 108       |             | Ackergüter |
| 1830 | 140       |             | Ackergut   |
| 1845 | 79        | 15          | Ackergüter |
| 1871 | 90        | 20          | Hofstelle  |
| 1885 | 89        | 22          | Ortschaft  |
| 1895 | 92        | 21          | Ortschaft  |
| 1905 | 88        | 18          | Ortschaft  |